# Through the Ashes of Empires
Through the Ashes of Empires es el quinto álbum de estudio de la banda estadounidense de groove metal Machine Head, editado el 27 de octubre de 2003 en Europa y Australia, y el 20 de abril de 2004 en Estados Unidos. El disco se apartó claramente del sonido influenciado por el nu metal de los dos trabajos anteriores de la banda (aunque en los temas "Bite the Bullet", "Left Unfinished" y "Wipe the Tears" aún se aprecian influencias de este estilo), acercándose al estilo de su álbum debut, Burn My Eyes y fue alabado por la crítica especializada. Las buenas ventas en Europa y Australia que consiguió Through the Ashes of Empires al poco de ser publicado hizo que Roadrunner Records ofreciese un contrato a la banda para que se editase el disco a través de este sello musical en Estados Unidos, razón por la cual haya cuatro meses de diferencia entre las ediciones europea y americana. Cabe destacar también que Roadrunner había roto el contrato que poseía con la banda después de la edición de Supercharger a causa de sus malas ventas. Como compensación a sus fanes estadounidenses, Machine Head grabó una canción extra, "Seasons Wither", para incluirse en la edición americana.
El disco fue complementado con una edición extra que contiene varias demos de algunas canciones presentes en el disco original, así como un vídeo acerca de la grabación del disco.
El álbum fue compuesto solo por tres de los cuatro miembros de la banda, a excepción del guitarrista Phil Demmel, quien solo realizó la grabación. Puede estar considerado como una amalgama de la totalidad de la discografía anterior de la banda, al poseer la rabia pura de Burn My Eyes, la pesadez de The More Things Change... y la capacidad melódica de The Burning Red y Supercharger. En cuanto a las letras, éstas están basadas en los problemas personales, abusos, triunfos y morbo.[cita requerida]

## Lista de canciones
1. "Imperium" – 6:54
2. "Bite the Bullet" – 3:24
3. "Left Unfinished" – 5:47
4. "Elegy" – 3:55
5. "In the Presence of My Enemies" – 7:07
6. "Days Turn Blue to Gray" – 5:29
7. "Vim" – 5:12
8. "Seasons Wither" - 6:17
9. "All Falls Down" – 4:29
10. "Wipe the Tears" – 3:54
11. "Descend the Shades of Night" – 7:46

- "Seasons Wither" fue incluida solo en la edición estadounidense a causa del retraso en su edición en dicho país.

## Lista de canciones de la edición extra
1. "Bite the Bullet" (Demo) - 3:51
2. "Left Unfinished" (Demo) - 4:29
3. "Descend the Shades of Night" (Demo) - 3:46
4. "All Falls Down" (Demo) - 4:28
5. "Elegy" (Demo) - 3:55
6. "The Blood, the Sweat, the Tears" (Vídeo)
7. "Through The Ashes Of Empires Sessions" (Vídeo)

## Personal
- Robb Flynn - voz y guitarra
- Adam Duce - bajo y coros
- Phil Demmel - guitarra
- Dave McClain - batería

- Datos: Q1638982